# Paul Herrmann (Politiker, vor 1906)
Paul Herrmann (* vor 1906 in Cainsdorf; † nach 1940) war ein deutscher Bergarbeiter, Sozialdemokrat und als Politiker Mitglied des sächsischen Landtages im Freistaat Sachsen in der Weimarer Republik während dreier Wahlperioden.

## Leben
Der in Cainsdorf ansässige Herrmann war Bergarbeiter im Zwickauer Steinkohlenrevier. Er war Mitglied der Sozialdemokratischen Partei Deutschlands und für diese im Raum Westsachsen (in etwa im Bereich der Kreishauptmannschaft Zwickau) politisch aktiv.
Er war für die SPD in drei Legislaturperioden (1926–1933) als Abgeordneter des „Wahlkreises 3“ Mitglied im Sächsischen Landtag. Zu unterschiedlichen Zeiten als Landtagsmitglied war er Mitglied im Haushaltausschuss B, Beiratsmitglied für die Kalkwerke (Beschluss 8) und Mitglied im Untersuchungsausschuss Böhlen (Beschluss 81 des Landtages). Er vertrat besonders die Belange der Bergarbeiter mit dem Ziel eines besseren Unfallschutzes und einer Invalidenversorgung.
Am Abend des 31. März 1932 wurde in seinem Heimatort ein bewaffneter Anschlag auf Herrmann verübt, bei dem vier Schüsse auf ihn abgegeben wurden. Die zuständige Polizei nahm erst 13 Stunden später den Fall auf, Informationen an Staatsanwaltschaft und Politische Polizei unterblieben. Der Vorgang kam bis vor den Sächsischen Landtag.
Im Mai 1933 von den Nationalsozialisten in „Schutzhaft“ genommen und wahrscheinlich aus der Haft und unter erheblichem Druck hatte er eine Einverständniserklärung zum sogenannten „Ermächtigungsgesetz“ abgegeben, die von der NS-Presse entsprechend ausgeschlachtet wurde.